# Systeembeheerder
Systeembeheerder is een functie in de IT. De systeembeheerder is verantwoordelijk voor de goede werking van een of meer computersystemen. Vaak is een systeembeheerder ook verantwoordelijk voor de onderstaande functies, bij sommige (grote) bedrijven zijn voor elke van deze onderdelen mensen die veel expertise hebben op een bepaald gebied.
 Deze functie wordt vaak aangeduid met de Engelstalige term Administrator of Admin.
Een systeembeheerder kan onder andere verantwoordelijk zijn voor:
- het maken van back-ups;
- het installeren en instellen van updates van een besturingssysteem;
- het installeren en instellen van hardware en software;
- het toevoegen/wijzigen/verwijderen van gebruikersinformatie;
- het opnieuw instellen van wachtwoorden;
- het beantwoorden van technische vragen;
- de beveiliging van het computernetwerk;
- het documenteren van de werking van het systeem;
- het onderzoeken en oplossen van gemelde problemen;
- indien mogelijk het voorkomen van problemen.

## Systeembeheerdersdag
De laatste vrijdag van juli is Systeembeheerdersdag.